# Francisco Pino
Francisco Pino (Valladolid, España, 18 de enero de 1910 - íd., 22 de octubre de 2002) fue un poeta español.

## Biografía
Perteneciente a una importante familia burguesa, nunca se interesó por los intereses económicos familiares y, por el contrario, apoyado por su madre, mujer muy culta y buena lectora, se inclinó por el camino intelectual. Tras pasar por el Colegio Nuestra Señora de Lourdes de Valladolid, comenzó en 1927 la carrera de Derecho en la Universidad de Valladolid. en 1927 conoce a Jorge Guillén, cuyo Cántico le influirá en su primera poesía junto la vanguardia creacionista. Al año siguiente funda en Valladolid, junto a José María Luelmo, Arroyo y Juan R. Ribó, la revista poética Meseta. Viaja a Francia en 1930 y allí cursa estudios de Filología Francesa y se involucra en el movimiento surrealista, después funda DDOOSS (1931), año en que se licencia en Derecho. En 1933 marchó a estudiar inglés y Ciencias Económicas en la Universidad de Londres; en Inglaterra revive su interés por el Catolicismo y funda la revista A la nueva ventura (1934); regresa a España en 1935 para matricularse en la Universidad Central de Madrid. En 1936 publica la colección de poemas Asalto a la cárcel Modelo, en la que canta la gesta de los falangistas madrileños. 
Al finalizar la Guerra Civil, durante la cual sufrió traumáticas experiencias, vivió una especie de activo exilio interior en su casa modernista en el Pinar de Antequera (Valladolid), en compañía de su esposa, entregado a elaborar su obra poética, fiel a la vanguardia histórica y poco publicitada, de la que dan fe unos setenta títulos que contienen su poesía experimental, visual y religiosa. De esta actividad da fe que fundó y dirigió no menos de nueve revistas de poesía: Meseta (1928), Ddooss (1931), A la nueva ventura (1934), Cancionero (1941), Mejana (1965), Carpetas amarillas (1971), Carpetas blancas (1975), Carpetas grises (1976), Carpetas verdes (1978). En abril de 2002, pocos meses antes de su muerte, publicó su último libro Claro decir, canto a la vejez. En los tres volúmenes de Distinto y junto. Poesía completa (1990), cuyo título alude a un verso de Fray Luis, se halla la edición de su poesía hasta 1990, en edición a cargo de Antonio Piedra.
En 1989 recibió el Premio de las Letras de Castilla y León y la Medalla de Oro del Círculo de Bellas de Madrid. En 1993 el Premio Provincia de Valladolid por su trayectoria literaria; en 1999 fue homenajeado en las Primeras Jornadas de Poesía Iberoamericana y al año siguiente fue nombrado Hijo Predilecto de Valladolid,la Academia Castellano Leonesa de Poesía le entregó un premio por el conjunto de su obra y obtuvo el Premio El Norte de Castilla por su trayectoria literaria.
La Academia Castellano Leonesa de Poesía le entregó en el año 2000 un premio por el conjunto de su obra.

## Muerte
Falleció el 22 de octubre de 2002 a los 92 años en Valladolid y está enterrado en el Panteón de Hijos Vallisoletanos Ilustres del Cementerio de El Carmen de la ciudad.

## Escritura
En la poesía de Pino se mantuvo fiel a las vanguardias: poesía gráfica que incluye poemas fotográficos y tipográficos, cartelas y mosaicos. Francisco Pino inició su vida literaria como fundador y colaborador de las revistas Meseta (1928-29), DDOOSS (1931) y A la nueva ventura (1934), donde realizó una intensa labor surrealista. Jorge Guillén, Federico García Lorca y Rafael Alberti fueron algunos de los colaboradores de estas revistas. Durante la guerra civil comienza una serie de poemas amorosos que publica en 1942 bajo el título de Espesa rama. En 1957 publica Vuela pluma, bajo la influencia juanramoniana, en 1966 reúne su poesía religiosa en Cinco preludios. En 1969 aparece el último libro de esta etapa, Textos económicos. Continúa en 1970 con uno de los libros claves de la poesía experimental española, Solar, al que le siguen Poema (1972), Hombre, Canción (1973), Octaedro mortal o reloj de arena (1973), formando lo que el autor denomina Agujeros para la poesía. El crítico Antonio Piedra reunió en 1994 su obra vanguardista en la colección Siyno sino. El poeta y profesor de literatura Mario Hernández define a Francisco Pino como «poeta que ha asumido con voluntaria decisión las contradicciones históricas que marcan a los miembros de la llamada generación del 36, haciéndose él mismo depositario conflictivo de unas herencias y de su repudio o superación por una vía irónica o experimental».

## Obras

### Lírica
- Asalto a la Cárcel Modelo, M., Aguilar, 1939.
- Espesa rama, M., Gráficas Sánchez, 1942.
- XXXV canciones del sol, Valladolid, Gesper, 1952.
- Versos religiosos, Valladolid, Sever-Cuesta, 1954.
- El caballero y la peonía, Valladolid, Miñón, 1955.
- El pájaro y los muros, Valladolid, Miñón, 1955.
- Vida de San Pedro Regalado, sueño, Valladolid, Meseta, 1956.
- Vuela pluma, Valladolid, Sever-Cuesta, 1957.
- Las raíces y el aire, Valladolid, Sever-Cuesta, 1958.
- Pet, poema, Valladolid, Sever-Cuesta, 1959.
- Este sitio, Valladolid, Sever-Cuesta, 1961.
- San José, preludio, Valladolid, Sever-Cuesta, 1961.
- Alegría, Valladolid, Sever-Cuesta, 1964.
- Camino de la cruz, Valladolid, Sever-Cuesta, 1965.
- Más cerca, Valladolid, Sever-Cuesta, 1965.
- Cinco preludios, Valladolid, Sever-Cuesta, 1966.
- Concierto de la virgen joven, Valladolid, Sever-Cuesta, 1967.
- Vía Crucis, Valladolid, Sever-Cuesta, 1967.
- Concierto del niño verdadero, Valladolid, Sever-Cuesta, 1968.
- Desamparo, Valladolid, Sever-Cuesta, 1968.
- Concierto de los Reyes Magos, Valladolid, Sever-Cuesta, 1969.
- Las ausencias, Málaga, Librería Anticuaria El Guadalhorce, 1969.
- Solar, Valladolid, Sever-Cuesta, 1969.
- Textos económicos, Valladolid, Librería Relieve, 1969.
- 15 poemas fotografiados (diapositivas), Valladolid, Impr. Ambrosio Rodríguez, 1971.
- Concierto de la virgen vieja, Valladolid, Sever-Cuesta, 1971.
- Poema, Valladolid, Sever-Cuesta, 1972.
- Revela velado, Valladolid, Impr. Ambrosio Rodríguez, 1972.
- Cinco conciertos de Navidad, Valladolid, Sever-Cuesta, 1973.
- Hombre, canción, Valladolid, Impr. A. Rodríguez, 1973.
- Octaedro mortal o reloj de arena, Valladolid, Impr. A. Rodríguez, 1973.
- Bloques, Valladolid, Impr. A. Rodríguez, 1974.
- La salida, Carboneras de Guadazaón, El toro de barro, 1974.
- Ocho infinito (8 postales), Valladolid, Impr. A. Rodríguez, 1974.
- Terrón, cántico, Valladolid, Impr. A. Rodríguez, 1974.
- Oes, Valladolid, Impr. A. Rodríguez, 1975.
- El júbilo: la última sílaba, Valladolid, Impr. A. Rodríguez, 1976.
- Realidad, Valladolid, Impr. A. Rodríguez, 1976.
- Ventana oda, Valladolid, Impr. A. Rodríguez, 1976.
- Algo a Jorge Guillén, Valladolid, Impr. A. Rodríguez, 1977.
- Antisalmos, M., Peralta-Hiperión, 1978.
- Nada más que mirar, M., Entregas de la Ventura, 1980.
- Desnudos, Valladolid, Gráficas Andrés Martín, 1981.
- Méquina dalicada, M., Hiperión, 1981.
- Siete silvas, Valladolid, Balneario escrito, 1981.
- Vuela pluma, seguido de Versos para distraerme, M., Editora Nacional, 1982.
- Cuaderno salvaje, M., Hiperión, 1983.
- En no importa que idioma, Salamanca, Junta de Castilla y León, 1986.
- Así que, M., Hiperión, 1987.
- Hay más, M., Hiperión, 1989.
- Distinto y junto, Valladolid, Consejería de Cultura, 1990 (Poesía completa; 3 vols.; edición; prólogo y notas de Antonio Piedra).
- Apremio de una sirena, Velliza, El gato gris; Ediciones de poesía, 1992.
- Y por qué, M., Hiperión, 1992.
- Syino Sino. Poesía cierta mente ciertamente, Valladolid, Fundación Jorge Guillén, 1995 (3 vols. Poesías completas. Introduc. de Antonio Piedra).
- Tejas: lugar de Dios, Poema, Azul, Valladolid, 2000.
- Claro decir, B., Lumen, 2002.
- El pájaro enjaulado. Poema en treinta y dos cantos y una poetura del lorito en su jaula, Valladolid, Azul, 2002.

### Otros
- Vía crucis (1965). Prosa religiosa.
- Invisibilidad de Castilla (1969). Conferencia.
- Hacia la poesía (1972). Conferencia.
- Discurso leído en el Ateneo con ocasión del homenaje a la revista "Meseta" en el cincuentenario de su nacimiento (1978). Discurso.
- "Castilla y los cinco sentidos", en PÉREZ, Federico, Castilla, libro del milenario de la lengua (1979). Artículo.
- "Prólogo" a ALEJO, Justo, El aroma del viento (1980). Prólogo.
- "Hacia la poesía", revista Llanuras, núm. 3 (1983). Artículo.
- Discurso leído en el Ateneo con ocasión de su nombramiento como socio de honor del mismo (1984). Discurso.
- Pregón de la Semana Santa de 1957, en AAVV, Pregones de Semana Santa (1948-1983) (1984). Discurso.
- Vida de San Pedro Regalado, sueño (1984).
- Sobre la manifestación y el último lenguaje en poesía (1985).
- En no importa qué idioma (1986).
- "El premio en su fiel", Culturas (suplemento de Diario 16), núm. 255, 5 de mayo de 1990. Artículo.
- "Sobre San Juan de la Cruz", Artes y Letras (suplemento de El Norte de Castilla), 14 de diciembre de 1991. Artículo.
- "Nebrija y los Reyes Católicos a través de mis versos", Artes y Letras (suplemento de El Norte de Castilla), núm. 189, 1992. Artículo.
- "Última carta a Jorge Guillén", Culturas (suplemento de Diario 16), núm. 379, 16 de enero de 1993. Artículo.
- "Tres detalles quedan", Revista de Occidente, núm. 144 (mayo de 1993).
- "Traducción infiel de 'Cántico de las columnas', de Paul Valéry", revista Pavesas. Hojas de poesía, núm 10 (1997). Traducción.
- Traducción infiel de "El cuervo" de Edgar Allan Poe (1997). Traducción.
- Discurso leído en el Ayuntamiento de Valladolid, en conmemoración del centenario de la imprenta Ambrosio Rodríguez. (1998)
- Presentación del libro "desde el escaparate de Ambrosio Rodríguez 1898-1998"
- Del sentimiento de academia en los poetas (1998). Discurso.